# Fairchildita
La fairchildita és un mineral de la classe dels carbonats. Rep el seu nom en honor de After John G. Fairchild (1882-1965), químic analític del Servei Geològic dels Estats Units.

## Característiques
La fairchildita és un carbonat de calci i potassi de fórmula química K₂Ca(CO₃)₂. Cristal·litza en el sistema hexagonal en forma de plaques hexagonals microscòpiques, aplanades en {0001}; típicament en forma de densos agregats pedregosos. La seva duresa a l'escala de Mohs és 2,5. És el dimorf de la bütschliïta i l'anàleg amb potassi de la zemkorita.
Segons la classificació de Nickel-Strunz, la fairchildita pertany a «05.AC: Carbonats sense anions addicionals, sense H₂O: carbonats alcalins i alcalinoterris» juntament amb els següents minerals: eitelita, nyerereïta, zemkorita, bütschliïta, shortita, burbankita, calcioburbankita, khanneshita i sanromanita.

## Formació i jaciments
La bütschliïta es forma en les zones de fusió de les cendres amb la fusta en arbres parcialment cremats. Va ser descoberta l'any 1946 en dos altres indrets estatunidencs a la vegada: el canyó Kanabownits, al Parc Nacional del Gran Canyó (Arizona) i Coolin, a Kaniksu National Forest (Idaho). També ha estat trobada a diversos indrets d'Ontario (Canadà) i Braubach, a Bad Ems (Renània-Palatinat, Alemanya).